# Jeremy Northam
Jeremy Philip Northam, född 1 december 1961 i Cambridge, Cambridgeshire, är en brittisk skådespelare.

## Filmografi i urval
- 1992 – Svindlande höjder
- 1995 – Carrington
- 1995 – Nätet
- 1996 – Emma
- 1997 – Mimic
- 1997 – Amistad
- 1999 – En idealisk äkta man
- 2001 – Gosford Park
- 2001 – Enigma
- 2007 – The Tudors (TV-serie)
- 2008 – Fiona's Story
- 2009 – The Payback
- 2009 – Glorious 39
- 2010 – Miami Medical (TV-serie)
- 2015 – Eye in the Sky
- 2016 – The Crown (TV-serie)